# Егвала Сейон
Егвала Сейон — негус Ефіопії з Соломонової династії. Був сином імператора Ізкеяса.

## Життєпис
Після того періоду, коли імператорський трон упродовж короткого часу займали різні правителі, а деякі з них — по кілька разів, військові лідери Тиграю, оромо та інших об'єднали свої зусилля, щоб посадити на царство Егвалу Сейона.
Майже упродовж всього свого правління негус не залишав свою столицю. У регіонах керували довірені військові лідери (раси).
Починаючи з 1803 року, його правління було позначено постійною громадянською війною. Двічі повстанці нападали на Гондер (1804 та 1808). Трохи менше, ніж за п'ять років рас Зевде намагався відновити владу Текле Гійоргіса I. Однак останній відмовився від участі в кампанії та повернувся до власного маєтку.
Незважаючи на політичну імпотенцію імператора, він досягнув успіху в підтримці мистецтв. Зокрема, він збудував церкву Дебре Берхан Селассіє, відому вражаючою колекцією картин.